# Jowita Jaroszewicz
Jowita Jaroszewicz (ur. 10 marca 1987 roku w Elblągu) – polska siatkarka grająca na pozycji środkowej. Od sezonu 2019/2020 występuje w drużynie UKS Jedynka Tarnów.

## Sukcesy klubowe
Mistrzostwo I ligi:
- 2016, 2017